# Брејдс
Брејдс (енгл. Brades) је насеље на северозападу Британске прекоморске територије Монтсерат у Карипском мору и де факто његов главни град. Након евакуације становништва услед ерупције вулкана Суфри на југу острва, сва овлашћења, привремено су пренесена на Брејдс. Том приликом некадашњи главни град Плимут је напуштен. Сва овлашћења биће пренета на град Литл Беј који је у изградњи.